# 日曜放談
『日曜放談』（にちようほうだん）は、1987年4月5日から1992年3月29日までTBS系列局で毎週日曜日に放送された討論番組である。

## 概要
30年続いた『時事放談（第1期）』の後番組で、2人の評論家が政治、経済、社会について論ずる対談形式の討論番組だった。1987年9月までは8:30 - 9:00に放送されていたが、同年10月から『関口宏のサンデーモーニング』の放送が開始されたことに伴い、7:30 - 8:00に放送されるようになった。1988年1月3日、1989年1月1日は年始の特別編成のため、1989年1月8日は昭和天皇崩御による特別編成の為休止。

## 主な出演者
- 飯島清
- 加藤寛
- 曽野明
- 田久保忠衛
- 長谷川慶太郎
- 屋山太郎

## 放送当時の日曜日の討論番組
- 竹村健一の世相を斬る（フジテレビ系列、8:00 - 8:30）
- 日曜討論（NHK総合テレビ・BS2・ラジオ第1、9:00 - 10:00。この番組のみ現在も放送中）
- サンデープロジェクト（テレビ朝日系列、10:00 - 11:45）

## ネット局
| 放送対象地域   | 放送局                    | 系列                          | 放送曜日・放送時間                  | 備考                                      |
| -------------- | ------------------------- | ----------------------------- | ----------------------------------- | ----------------------------------------- |
| 関東広域圏     | 東京放送（TBS）           | TBS系列                       | 日曜 8:30 - 9:00 ↓ 日曜 7:30 - 8:00 | 製作局 現・TBSテレビ                      |
| 北海道         | 北海道放送（HBC）         | TBS系列                       | 日曜 8:30 - 9:00 ↓ 日曜 7:30 - 8:00 |                                           |
| 青森県         | 青森テレビ（ATV）         | TBS系列                       | 日曜 8:30 - 9:00 ↓ 日曜 7:30 - 8:00 |                                           |
| 岩手県         | 岩手放送（IBC）           | TBS系列                       | 日曜 8:30 - 9:00 ↓ 日曜 7:30 - 8:00 | 現・IBC岩手放送                           |
| 宮城県         | 東北放送（TBC）           | TBS系列                       | 日曜 8:30 - 9:00 ↓ 日曜 7:30 - 8:00 |                                           |
| 山形県         | 山形放送（YBC）           | 日本テレビ系列 テレビ朝日系列 | 日曜 8:30 - 9:00 ↓ 日曜 7:30 - 8:00 | 1989年9月まで                             |
| 山形県         | テレビユー山形（TUY）     | TBS系列                       | 日曜 8:30 - 9:00 ↓ 日曜 7:30 - 8:00 | 1989年10月開局からネット開始              |
| 福島県         | テレビユー福島（TUF）     | TBS系列                       | 日曜 8:30 - 9:00 ↓ 日曜 7:30 - 8:00 |                                           |
| 山梨県         | テレビ山梨（UTY）         | TBS系列                       | 日曜 8:30 - 9:00 ↓ 日曜 7:30 - 8:00 |                                           |
| 新潟県         | 新潟放送（BSN）           | TBS系列                       | 日曜 8:30 - 9:00 ↓ 日曜 7:30 - 8:00 |                                           |
| 長野県         | 信越放送（SBC）           | TBS系列                       | 日曜 8:30 - 9:00 ↓ 日曜 7:30 - 8:00 |                                           |
| 静岡県         | 静岡放送（SBS）           | TBS系列                       | 日曜 8:30 - 9:00 ↓ 日曜 7:30 - 8:00 |                                           |
| 富山県         | 北日本放送（KNB）         | 日本テレビ系列                | 日曜 8:30 - 9:00                    | 1990年3月25日で打ち切り                   |
| 富山県         | チューリップテレビ（TUT） | TBS系列                       | 日曜 7:30 - 8:00                    | 1990年10月開局からネット再開              |
| 石川県         | 北陸放送（MRO）           | TBS系列                       | 日曜 8:30 - 9:00 ↓ 日曜 7:30 - 8:00 |                                           |
| 中京広域圏     | 中部日本放送（CBC）       | TBS系列                       | 日曜 8:30 - 9:00 ↓ 日曜 7:30 - 8:00 | 現・CBCテレビ                             |
| 近畿広域圏     | 毎日放送（MBS）           | TBS系列                       | 日曜 8:30 - 9:00 ↓ 日曜 7:30 - 8:00 |                                           |
| 鳥取県・島根県 | 山陰放送（BSS）           | TBS系列                       | 日曜 8:30 - 9:00 ↓ 日曜 7:30 - 8:00 |                                           |
| 岡山県・香川県 | 山陽放送（RSK）           | TBS系列                       | 日曜 8:30 - 9:00 ↓ 日曜 7:30 - 8:00 | 現・RSK山陽放送                           |
| 広島県         | 中国放送（RCC）           | TBS系列                       | 日曜 8:30 - 9:00 ↓ 日曜 7:30 - 8:00 |                                           |
| 山口県         | テレビ山口（tys）         | TBS系列                       | 日曜 8:30 - 9:00 ↓ 日曜 7:30 - 8:00 |                                           |
| 高知県         | テレビ高知（KUTV）        | TBS系列                       | 日曜 8:30 - 9:00 ↓ 日曜 7:30 - 8:00 |                                           |
| 福岡県         | RKB毎日放送（RKB）        | TBS系列                       | 日曜 8:30 - 9:00 ↓ 日曜 7:30 - 8:00 |                                           |
| 長崎県         | 長崎放送（NBC）           | TBS系列                       | 日曜 8:30 - 9:00 ↓ 日曜 7:30 - 8:00 |                                           |
| 熊本県         | 熊本放送（RKK）           | TBS系列                       | 日曜 8:30 - 9:00 ↓ 日曜 7:30 - 8:00 |                                           |
| 大分県         | 大分放送（OBS）           | TBS系列                       | 日曜 8:30 - 9:00 ↓ 日曜 7:30 - 8:00 |                                           |
| 宮崎県         | 宮崎放送（MRT）           | TBS系列                       | 日曜 8:30 - 9:00 ↓ 日曜 7:30 - 8:00 |                                           |
| 鹿児島県       | 南日本放送（MBC）         | TBS系列                       | 日曜 8:30 - 9:00 ↓ 日曜 7:30 - 8:00 |                                           |
| 沖縄県         | 琉球放送（RBC）           | TBS系列                       | 日曜 8:30 - 9:00 ↓ 日曜 7:30 - 8:00 |                                           |
| 秋田県         | 秋田放送（ABS）           | 日本テレビ系列                | 不明                                | 1990年3月で打ち切り                       |
| 福井県         | 福井放送（FBC）           | 日本テレビ系列 テレビ朝日系列 | 日曜 8:30 - 9:00→日曜 7:30 - 8:00   | 1989年3月までは日本テレビ系列単独ネット。 |
| 徳島県         | 四国放送（JRT）           | 日本テレビ系列                | 日曜 10:30 - 11:00                  | [ 4 ]                                     |
| 愛媛県         | 南海放送（RNB）           | 日本テレビ系列                | 日曜 8:30 - 9:00 →日曜 7:30 - 8:00  |                                           |